# Černotín
Černotín (deutsch Czernotin) ist eine Gemeinde mit 744 Einwohnern in Tschechien. Sie liegt drei Kilometer südöstlich von Hranice und gehört zum Okres Přerov. Die Katasterfläche beträgt 832 ha.

## Geographie

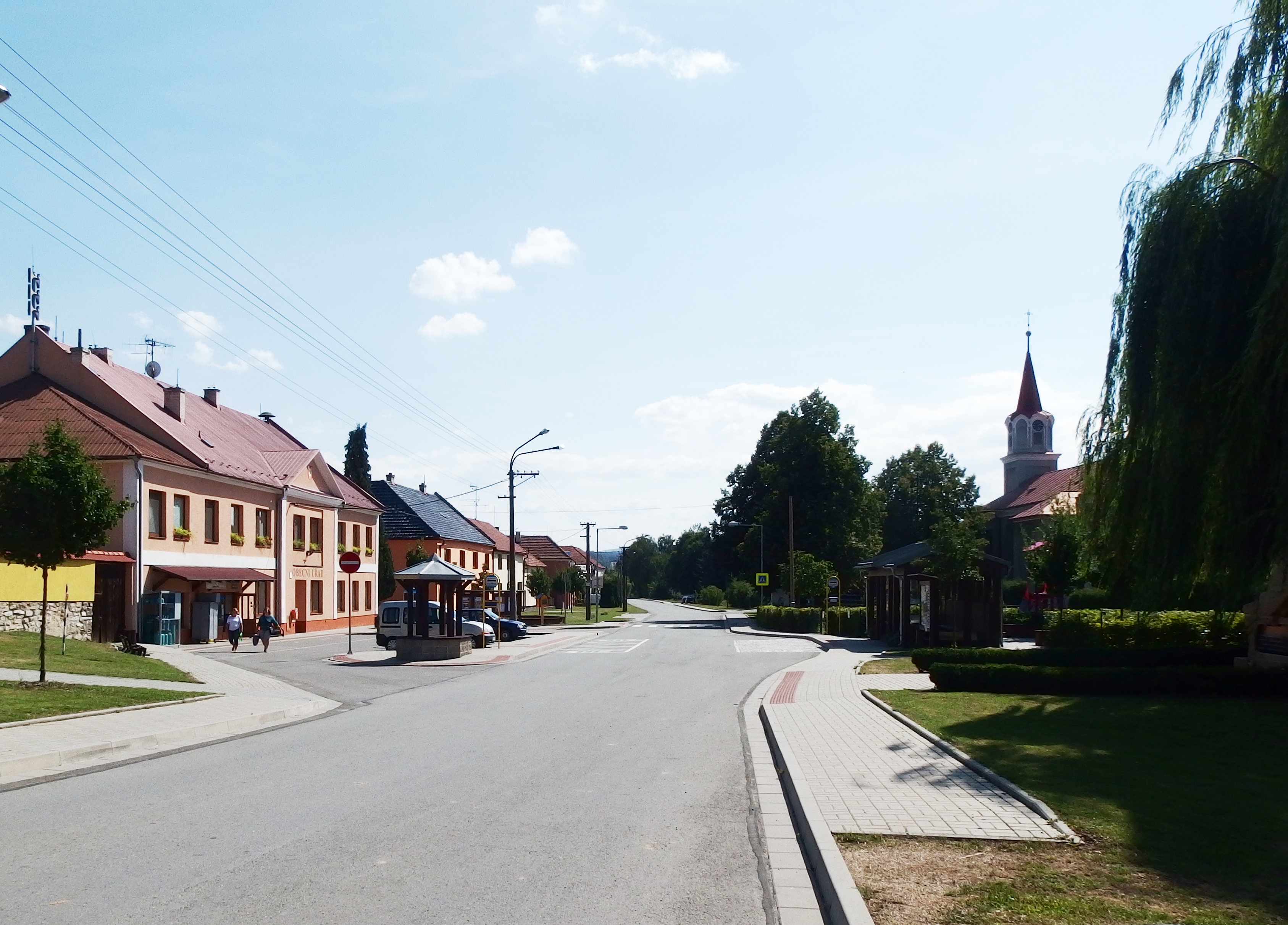
Dorfzentrum

Černotín erstreckt sich entlang sich des Hluzovský potok, eines rechten Zuflusses der Bečva. Im Westen liegt der Weißkirchener Karst mit den Zbraschauer Aragonithöhlen und dem Weißkirchener Abgrund. Der 370 m hohe Hügel Hůrka im Nordwesten wurde zum Naturschutzgebiet erklärt. Durch den Ort führt die Europastraße 442 /Staatsstraße 35 von Hranice nach Valašské Meziříčí sowie die Eisenbahnstrecke zwischen beiden Städten, an der Černotín einen Bahnhalt besitzt.
Nachbarorte sind Hranice im Nordwesten, Hluzov im Norden, Špičky im Nordosten, Kamenec und Milotice nad Bečvou im Osten sowie jenseits der Bečva Skalička und Ústí im Süden und Zbrašov im Südwesten.

## Geschichte
Die erste urkundliche Erwähnung von Cerncine stammt aus dem Jahre 1131, jedoch ist diese Urkunde wahrscheinlich gefälscht. Der Zeitpunkt der Ortsgründung wird um 1000 vermutet. Das Dorf war Teil der Herrschaft Hranice, die das Benediktinerkloster Rajhrad 1169 als Schenkung erhielt. Ottokar I. Přemysl teilte das Gebiet 1201 dem Prämonstratenserkloster Hradisko zu, nach dem es darüber zwischen beiden Orden zu Streitigkeiten gekommen war. 1407 gelangte Czernotíně an die Herrschaft Helfenstein. Zwischen 1491 und 1595 waren die Pernsteiner Besitzer des Ortes. Ihren folgte Zdeněk Žampach z Potštejna und ab 1609 Karl Perger von Perg. Václav Mol z Modřelic, der die Herrschaft ab 1612 besaß, wurde nach der Schlacht am Weißen Berg enteignet und die Herrschaft fiel an die Dietrichsteiner, die die Rekatholisierung betrieben. Am nordwestlich gelegenen Kostelíček entstand 1687 eine Klause und der polnische Adlige Sebastian Srzemski, der dort als Einsiedler lebte, errichtete 1707 einen Kreuzweg. Nach den Josefinischen Reformen erlosch die Klause, ihre letzten Bewohner waren zwei Kapuziner, die dort seit 1766 lebten. 1714 wurden die Grundbücher eingeführt, die von Černotín waren in tschechischer und die von Hluzov in deutscher Sprache gehalten. 1790 nahm die Dorfschule den Unterricht auf, in den aus die Kinder aus Hleis gingen.
1823 und 1839 erfolgten Flussregulierungen an der Bečva und 1848 wurde die Handelsstraße zwischen Mährisch Weißkirchen und Walachisch Meseritsch errichtet. Für den Bau der Kaiser-Ferdinands-Nordbahn entstand ein Steinbruch zwischen Czernotin und Hleis, in dem die italienischen Steinbrecher den Kaiser Ferdinand mit einer Reliefdarstellung verewigten.
Mit der Errichtung der Eisenbahn von Mährisch Weißkirchen nach Krasna entstand 1884 der Bahnhof Černotín-Kelč. 1905 wurde bei den Kalköfen der Czernotiner Bronzeschatz gefunden.
Nach dem Attentat auf Heydrich wurde 1942 im Dorf eine Razzia nach ungemeldeten Personen durchgeführt. Im Mai 1945 sprengte die Wehrmacht die Brücke über die Bečva und lieferte sich am 7. Mai 1945 ein ganztägiges Gefecht mit der Roten Armee.
1983 erfolgte die Eingemeindung von Hluzov.

## Sehenswürdigkeiten
- barockes Marterlkreuz von 1836
- Kirche des Hl. Cyrill und Method, erbaut 1863
- Relief des Kaisers Ferdinand von 1843
- drei Kalköfen, von 1850, 1862 und 1870, technische Denkmale
- Weißkirchener Karst mit den Naturschutzgebiet Hůrka u Hranic, den Aragonithöhlen von Zbrašov und dem 289,5 m tiefen Weißkirchener Abgrund
- Ruinen der Burg Svrčov

## Gemeindegliederung
Zur Gemeinde Černotín gehört der Ortsteil Hluzov (Hleis) sowie die Siedlung Na Vápenkách und die an der Bečva gelegene Podhrázný Mlýn.